# هرگز بهت قول باغ گل رز را نداده بودم
هرگز بهت قول باغ گل رز را نداده بودم (به انگلیسی: I Never Promised You a Rose Garden) یک فیلم درام و فانتزی آمریکایی محصول سال ۱۹۷۷ که نامزد جایزه اسکار نیز شد فیلمنامه بر اساس رمانی به همین نام اثر جوآن گرینبرگ در سال ۱۹۶۴ ساخته شده‌است. مل گیبسون اولین فیلم خود را در نقشی کوچک و نامشخص به عنوان یک بازیکن بیسبال انجام داد.
این فیلم یکی از گران‌ترین فیلم‌های ساخته شده از نیو وورد پیکچرز بود.